# Saint-Edmond-de-Grantham
Pour les articles homonymes, voir Saint Edmond.
Saint-Edmond-de-Grantham est une municipalité dans la municipalité régionale de comté de Drummond au Québec (Canada), située dans la région administrative du Centre-du-Québec.

## Toponymie
Elle est nommée en l'honneur de l'entrepreneur William Grant, d'Edmond d'Est-Anglie et de l'abbé Wilfrid-Edmond Buisson(1843-1913), curé de la paroisse Saint-Bonaventure-d'Upton (1893-1894).

## Histoire
- 1800 : Proclamation du canton de Grantham.
- 22 mars 1917: Érection de la paroisse Saint-Edmond-de-Grantham, parmi les paroisses de Saint-Bonaventure-d'Upton, Saint-Guillaume-d'Upton et Saint-Germain-de-Grantham[2].
- 1918 : Inauguration du presbytère et de l'église paroissiale : la première messe a lieu le 2 juin de la même année.
- 1934 : Fondation de la Caisse populaire de Saint-Edmond.
- 1984-1985 : Restauration de l'église.
- 1991-2006 : Le bureau municipal s'établit dans l'ancien presbytère[3].

Le 16 août 2022, la municipalité de paroisse de Saint-Edmond-de-Grantham devient la municipalité de Saint-Edmond-de-Grantham.

## Géographie
À partir de son crénon, dans le sud-ouest de la municipalité, la rivière David, un affluant de la rivière Yamaska, coule vers le nord en traversant le centre de l'agglomération. 

## Démographie
| 1996 | 2001 | 2006 | 2011 | 2016 | 2021 |
| ---- | ---- | ---- | ---- | ---- | ---- |
| 572  | 611  | 631  | 673  | 762  | 804  |

## Administration
Les élections municipales se font en bloc pour le maire et les six conseillers.
| Saint-Edmond-de-Grantham Maires depuis 2001                                                                          |                    |         |          |
| Élection | Maire              | Qualité | Résultat |
| 2001 | Léo Plasse         |         | Voir     |
| 2005 | Marie-Andrée Auger |         | Voir     |
| 2009 | Marie-Andrée Auger | Voir    |          |
| 2013 | Marie-Andrée Auger | Voir    |          |
| 2016 | Robert Corriveau   |         | Voir     |
| 2017 | Robert Corriveau   | Voir    |          |
| 2021 | Richard Kirouac    |         | Voir     |
| Élection partielle en italique Depuis 2005, les élections sont simultanées dans toutes les municipalités québécoises |                    |         |          |

## Tourisme
Située au centre du village, juste en face de l’église, la grotte de Saint-Edmond, aussi nommée la Grotte Notre-Dame-de-Lourdes, érigée en 1927, est devenue au fil des ans un lieu privilégié pour la dévotion mariale.